# Conliège
Conliège település Franciaországban, Jura megyében. Lakosainak száma 662 fő (2022. január 1.). Conliège Briod, Montaigu, Perrigny, Publy és Revigny községekkel határos.

## Népesség
A település népességének változása:
| Lakosok száma | 938  | 779  | 752  | 715  | 687  | 678  | 668  | 664  | 661  | 662  |
|               | 1968 | 1982 | 1990 | 2006 | 2013 | 2015 | 2017 | 2019 | 2020 | 2022 |